# 夜間陰茎勃起現象
夜間陰茎勃起現象（やかんいんけいぼっきげんしょう、英語: nocturnal penile tumescence）は、性的興奮や自意識とは関係のない状態でペニス（陰茎）が勃起している現象。就寝中に勃起が起こるものを夜立ち（よるだち、夜勃ち、夜起ち）、それが朝睡眠より目覚めたときまで維持されているものを朝立ち（あさだち、朝勃ち、朝起ち、英語: morning wood、morning glory）ともいう。この現象は睡眠のメカニズムによるものであり、性的な夢を見たことに起因するという考えは誤りである。多く男性のペニスに起こる現象に対して称されるが、構造が似ている女性のクリトリス（陰核）にも同様の現象（夜間陰核勃起現象）は起こる。

## メカニズム
睡眠には周期的に交互に起こるレム睡眠とノンレム睡眠があり、夜立ちはレム睡眠の時に、性的な興奮や性的な夢とは関係なく起こる。レム睡眠時に起こる身体各所の運動の一種で、定期的に海綿体内に血液を送ることによる勃起力のメンテナンス作業、ストレス解消作業であるといわれる。60歳以上の男性は、ノンレム睡眠のときにも起こるともいわれていて、ほとんどの男性は一生にわたって経験する生理現象である。レム睡眠は一晩に約90分サイクルで約4回訪れ、夜立ちは最長で2時間ほど維持され人が目覚めるのは浅い眠りのレム睡眠のときが多いため、これが朝まで維持されると朝立ちとなる。夜立ちしたからといって必ずしも朝立ちが起こるというわけではない。頻度には個人差があるが、一般に若い人のほうが頻繁に起こる。
かつては、睡眠中に膀胱に溜まった尿が前立腺を刺激し、その結果勃起が起こると考えられていたが、研究が進むにつれこの説は間違いだとされるようになった。

## 夜間勃起測定
朝立ちは勃起不全 (ED) の鑑別診断に役立つ。心因性の勃起不全であれば、就寝中の勃起は正常におこる可能性がある。